# Liste der Naturdenkmale in Freiberg
Die Liste der Naturdenkmale in Freiberg nennt die Naturdenkmale in Freiberg im sächsischen Landkreis Mittelsachsen.

## Definition
„Naturdenkmäler sind rechtsverbindlich festgesetzte Einzelschöpfungen der Natur oder entsprechende Flächen bis zu fünf Hektar, deren besonderer Schutz erforderlich ist
1. aus wissenschaftlichen, naturgeschichtlichen oder landeskundlichen Gründen oder
2. wegen ihrer Seltenheit, Eigenart oder Schönheit.“

„§ 18 – Naturdenkmäler – (zu § 28 BNatSchG)
(1) Die Erklärung nach § 22 Abs. 1 BNatSchG von Teilen von Natur und Landschaft als Naturdenkmal erfolgt durch Rechtsverordnung oder Einzelanordnung.
(2) Über § 28 Abs. 1 BNatSchG hinaus können Naturdenkmäler zur Sicherung von Lebensgemeinschaften oder Lebensstätten von im Bestand gefährdeten oder streng geschützten Arten festgesetzt werden.“

## Naturdenkmale
Link zu einem Kartenansichtstool, um Koordinaten zu setzen.
| Bild                          | Bezeichnung                             | Lage                                        | Beschreibung                | Datum        | Nummer  |
| ----------------------------- | --------------------------------------- | ------------------------------------------- | --------------------------- | ------------ | ------- |
| mehr Fotos \| Fotos hochladen | Eibenpaar in Freiberg                   | Freiberg (50° 55′ 22,3″ N, 13° 20′ 22,1″ O) | 2 Eiben – Taxus baccata     | 8. 12. 2005  | ND 020  |
| mehr Fotos \| Fotos hochladen | Rosskastanie in Freiberg                | (50° 55′ 16,8″ N, 13° 20′ 40,3″ O)          | Rosskastanie                | 8. 12. 2005  | ND 021  |
| mehr Fotos \| Fotos hochladen | Torstensson-Linde in Freiberg           | (50° 54′ 49″ N, 13° 20′ 7,1″ O)             | Linde – Tilia               | 8. 12. 2005  | ND 022  |
| mehr Fotos \| Fotos hochladen | Winterlinde am Forstamt Freiberg        | (50° 56′ 9,4″ N, 13° 19′ 34″ O)             | Winterlinde – Tilia cordata | 6. 9. 1995   | ND 028  |
| BW                            | Steinbruch Münzbachtal                  | Freiberg (50° 55′ 59″ N, 13° 20′ 14″ O)     | FND                         | 14. 6. 1995  | fg: 011 |
| BW                            | Naturnahe Waldzelle Abt.11 Hospitalwald | Freiberg (50° 54′ 35″ N, 13° 18′ 51,8″ O)   | FND                         | 14. 6. 1995  | fg: 012 |
| Fotos hochladen               | Anmoorige Fläche in Abt. 6 Hospitalwald | Freiberg (50° 53′ 44″ N, 13° 17′ 56,9″ O)   | FND                         | 6. 9. 1995   | fg: 024 |
| BW                            | Tümpel am Letzten Dreier                | Freiberg (50° 53′ 29,2″ N, 13° 19′ 31,9″ O) | FND                         | 19. 6. 1996  | fg: 025 |
| BW                            | Flachmoor am Mittelteich                | Freiberg (50° 53′ 51,1″ N, 13° 18′ 32,9″ O) | FND                         | 6. 9. 1995   | fg: 026 |
| Fotos hochladen               | Mittelteich                             | Freiberg (50° 53′ 49,5″ N, 13° 18′ 37,9″ O) | FND                         | 19. 6. 1996  | fg: 027 |
| BW                            | Gründelteiche                           | Freiberg (50° 53′ 50,9″ N, 13° 22′ 38,7″ O) | FND                         | 13. 3. 1996  | fg: 034 |
| BW                            | Gründelteichsenke                       | Freiberg (50° 53′ 52,9″ N, 13° 22′ 34,2″ O) | FND                         | 13. 3. 1996  | fg: 035 |
| BW                            | Tümpel an der alten Ziegelei            | Freiberg (50° 53′ 16,4″ N, 13° 19′ 25,6″ O) | FND                         | 25. 9. 1996  | fg: 051 |
| BW                            | Teiche Münzbachtal                      | Freiberg (50° 56′ 5,9″ N, 13° 20′ 21,3″ O)  | FND                         | 23. 3. 1989  | fg: 071 |
| BW                            | Quarzitbruch am Ölmühlenweg             | Freiberg (50° 54′ 3,6″ N, 13° 18′ 28″ O)    | FND                         | 11. 1. 1990  | fg: 072 |
| BW                            | Halde Beschert Glück                    | Freiberg (50° 52′ 41,2″ N, 13° 19′ 44,9″ O) | FND                         | 13. 12. 2000 | fg: 073 |
| BW                            | Richtschachthalde                       | Freiberg (50° 53′ 0,5″ N, 13° 19′ 40,8″ O)  | FND                         | 13. 12. 2000 | fg: 074 |

## Ehemalige Naturdenkmale
Link zu einem Kartenansichtstool, um Koordinaten zu setzen.
| Bild                          | Bezeichnung           | Lage                               | Beschreibung                                       | Datum       | Nummer |
| ----------------------------- | --------------------- | ---------------------------------- | -------------------------------------------------- | ----------- | ------ |
| mehr Fotos \| Fotos hochladen | Blutbuche in Freiberg | (50° 55′ 16,3″ N, 13° 19′ 51,6″ O) | Der Baum wurde 2020 gefällt, da Astbrüche drohten. | 8. 12. 2005 | ND 019 |